# Данило-Кралиці
Данило-Кралиці (хорв. Danilo Kraljice) — населений пункт у Хорватії, у Шибеницько-Книнській жупанії у складі міста Шибеник.

## Населення
Населення за даними перепису 2011 року становило 104 осіб.
Динаміка чисельності населення поселення:

## Клімат
Середня річна температура становить 13,27 °C, середня максимальна – 28,17 °C, а середня мінімальна – -0,95 °C. Середня річна кількість опадів – 817 мм.
| Клімат поселення                              | Клімат поселення | Клімат поселення | Клімат поселення | Клімат поселення | Клімат поселення | Клімат поселення | Клімат поселення | Клімат поселення | Клімат поселення | Клімат поселення | Клімат поселення | Клімат поселення | Клімат поселення |
| Показник                                      | Січ.             | Лют.             | Бер.             | Квіт.            | Трав.            | Черв.            | Лип.             | Серп.            | Вер.             | Жовт.            | Лист.            | Груд.            |                  |
| Середній максимум, °C                         | 9,49             | 10,00            | 13,10            | 16,72            | 21,78            | 25,62            | 28,17            | 27,80            | 23,02            | 18,32            | 13,08            | 10,08            |                  |
| Середня температура, °C                       | 4,26             | 4,80             | 7,86             | 11,50            | 16,57            | 20,38            | 23,74            | 23,38            | 18,60            | 13,90            | 8,66             | 5,65             |                  |
| Середній мінімум, °C                          | −0,95            | −0,44            | 2,65             | 6,27             | 11,34            | 15,15            | 19,32            | 18,96            | 14,18            | 9,46             | 4,24             | 1,22             |                  |
| Норма опадів, мм                              | 70               | 62               | 67               | 72               | 57               | 56               | 34               | 48               | 75               | 87               | 103              | 86               |                  |
| Середньомісячна швидкість вітру, м/с          | 2.50             | 2.72             | 2.86             | 2.76             | 2.46             | 2.18             | 2.20             | 2.07             | 2.26             | 2.36             | 2.81             | 2.78             |                  |
| Середньомісячна сонячна радіація, кДж/м²·день | 5411             | 8183             | 11838            | 16333            | 20310            | 22846            | 24403            | 21386            | 16075            | 10383            | 5828             | 4611             |                  |
| --------------------------------------------- | ---------------- | ---------------- | ---------------- | ---------------- | ---------------- | ---------------- | ---------------- | ---------------- | ---------------- | ---------------- | ---------------- | ---------------- | ---------------- |
| Джерело:                                      |                  |                  |                  |                  |                  |                  |                  |                  |                  |                  |                  |                  |                  |